# 湘君

明代画家文征明绘《湘君湘夫人图》（北京故宫博物院藏）

湘君為屈原的《九歌》中提到的一位神明，和湘夫人為相對的二元神。

## 身分及司掌
其司掌基本上並無爭議，多數人認為其和湘夫人是湘水之神，但身份則有許多爭議：
1. 娥皇
2. 舜
3. 湘水配偶神

其中，又以娥皇和舜的說法最多人支持。

## 辭中的主人翁
由於湘君的身分不確定，進而使辭中的主人翁也有許多爭論，有人認為《湘君》應是扮演湘夫人的女巫去歌唱，也有人認為應該是男巫去歌唱的祭曲。

## 相關
- 湘夫人
- 九歌

## 外部連結
- 维基文库中的相關文獻：湘君